# Fort van Broechem
Het Fort van Broechem is een fort in Broechem, deelgemeente van de Belgische gemeente Ranst. Het maakt deel uit van de fortengordel rond de stad Antwerpen (de zogenaamde Stelling van Antwerpen). Het fort is gebouwd in de periode 1909-1912. Het fort is in de Eerste Wereldoorlog zwaar beschadigd.

## Geschiedenis
Tot de Stelling van Antwerpen was besloten door de keuze voor Antwerpen als Nationaal Reduit in 1859. Het idee hierachter was dat Antwerpen het meest geschikt was als laatste verschansing tot de hulp van bondgenoten zou arriveren. Het Nationaal Reduit zou bestaan uit een belegeringsgeschut, een fortengordel en 3 onderwaterzettingen. De fortengordel zou bestaan uit een achttal Brialmontforten (gebouwd in 1859) in een 18 kilometer lange gordel van Wijnegem tot Hoboken. Na de Frans-Duitse oorlog van 1870 werd aanvankelijk besloten tot de bouw van drie bruggenhoofdforten en vervolgens tot de bouw van een buitenlinie, die aangepast was aan modernere wapens. Dit laatste plan werd bekrachtigd per wet van 30 maart 1906. Deze Hoofdweerstandstelling omvatte op de rechteroever 16 forten en 10 schansen en op de linkeroever 5 forten en 2 schansen. Naast de bestaande forten waren dit op de rechteroever de forten van Sint-Katelijne-Waver, 's-Gravenwezel, Stabroek, Brasschaat, Kessel, Oelegem, Koningshooikt, Ertbrand, Breendonk, Liezele en Bornem. Verder werden op de rechteroever schansen gebouwd in Smoutakker, Drijhoek, Audaan, Schilde, Massenhoven, Tallaart, Letterheide, Puurs en de halve schansen van Borsbeek en Dorpveld. In het plan van 1905 werden verder nog forten voorzien in Nieuwkerken, Verrebroek en Sint-Antoniushoek. De bouw van fort Broechem door de firma Bolsee startte in 1909. Het fort werd opgeleverd in juli 1913. Het fort was – evenals de meeste andere forten - bij het begin van de Eerste Wereldoorlog nog nauwelijks bewapend.

## Fort
Het fort van Broechem heeft – evenals de andere forten met samengevoegde caponnières - een trapeziumvormige opbouw omringd door een 50 m brede gracht. Het oppervlak bedroeg ruim 22 hectare. Het fort is een zogenaamd tweede orde fort (evenals de forten van Haasdonk, Breendonk, Ertbrand, Liezele) met een iets lichtere bewapening en vuurkracht dan de eerste orde forten (zoals Oelegem en Koningshooikt). Het fort is gebouwd uit ongewapend beton en moest bestand zijn tegen 21 cm kaliber. Kort voor de Eerste Wereldoorlog ontwikkelden de Duitsers echter geschut waartegen het ongewapend beton onvoldoende weerstand bood. Dat was het 30,5 cm Motor-Mðrser M1, afkomstig van Skoda in Oostenrijk. Dit had een voor die tijd zeer hoge doorboring en was gemakkelijk via tractoren te vervoeren. Daarnaast ontwikkelde Krupp een 42 cm mortier (Dikke Bertha) die een projectiel van 1000 kg 9 km ver kon schieten.

## Bewapening
Fort Broechem was een zogenaamd tweede orde fort met samengevoegde caponnières. De bewapening van het fort van Broechem voor de grote afstand bestond uit één koepel met twee 15 cm kanonnen, twee koepels voor een 12 cm houwitser, vier koepels voor een 7,5 cm kanon, twee waarnemingsklokken. Daarnaast was er nog een grachtverdediging van zestien 5,7 cm snelvuurkanonnen en een zogenaamd groot flankement ('traditore batterij'), dat wil zeggen onderhoudsvuur tussen de forten (twee 7,5 cm en twee 12 cm kanonnen, ondersteund door een 90 cm zoeklicht).

## Inzet
Het fort van Broechem had aan het begin van de Eerste Wereldoorlog een garnizoen van ca. 300 manschappen. Hieronder waren kanonniers uit de vestingen Luik en Namen. Commandant was kapitein Van der Eycken, die eind 1913 was benoemd. Het fort kwam op 1 oktober 1914 voor het eerst in actie, toen een zeppelin over het fort vloog en enkele bommen liet vallen. Het fort beschoot hem met mitrailleurs. Op 3 oktober werd met de 15 cm koepel geschoten op Duitse infanterie in de duinen van Grobbendonk. Laat in de avond beschoot men in opdracht van de sectorcommandant Fort Kessel, dat dreigde te worden ingenomen. Na melding van de commandant van Kessel werd dit direct gestopt. Ook op 4 oktober werden diverse doelen in Kessel onder vuur genomen, zoals de kerk, het klooster en daarna het hele dorp. Op 5 oktober wordt het fort beschoten met 13 en 15 cm geschut, dat weinig schade toebracht. Het fort zelf komt in actie tegen vijandelijk veldgeschut en vijandelijke troepen in Lier, kasteel de Bist te Kessel, e.a. Op 6 oktober begint de beschieting van Fort Broechem met het 30,5 cm en 42 cm geschut. In totaal worden 70 granaten van 30,5 cm en 74 van 42 cm op het fort afgevuurd. Zelf beschiet het fort 's ochtends nog het door de Duitsers bezette Fort Kessel. Tegen de middag is het eigen geschut door verschillende inslagen vrijwel uitgeschakeld. Rond 17 uur besluit de commandant vanwege zijn hopeloze situatie het fort te verlaten na hiervoor toestemming te hebben verkregen van de sectorcommandant. Het garnizoen trekt zich terug naar het dorp Broechem. Het garnizoen trekt op 7 oktober verder naar Zwijndrecht. In totaal sneuvelden 7 leden van het garnizoen (2 brigadiers en 5 soldaten). Vooral de beschieting en uitschakeling van primair de forten Walem en Sint-Katelijne-Waver, waarop de Duitse aanval met zware artillerie zich concentreerde, leidde tot het verlies van de Vesting Antwerpen.
Tussen de twee wereldoorlogen zijn aan het fort kleine aanpassingen gedaan. Dit betrof:
- Herbewapening, waarbij delen van het oude geschut werden vervangen door de plaatsing van lichte en zware mitrailleurs. Hiervoor werden oude geschutskoepels vervangen door zgn. Abri elementaires, half cirkelvormige gepantserde bunkers. Hiervan werd een zestal gebouwd.
- Plaatselijk verbeteren van de bepantsering door storting van gewapend beton,
- Plaatsing van ventilatie en inrichting van gasdichte lokalen

De taak van de forten zou bestaan uit ondersteuning van de verdediging van de Stelling Antwerpen.
In de Tweede Wereldoorlog heeft het fort geen actie gevoerd.

## Heden
Het fort is nu nog militair domein. Het fort doet dienst als oefenterrein voor Brandweer en Civiele Bescherming. In de winter verblijven er ongeveer 384 vleermuizen.